# NK Grbci 2000 Rijeka
| Radovi u tijeku! |
| Jedan vrijedni suradnik upravo radi na ovom članku! Mole se ostali suradnici da NE UREĐUJU članak dok je ova obavijest prisutna. Koristite stranicu za razgovor ako imate komentare i pitanja u vezi s člankom. Kada radovi budu gotovi predložak će ukloniti suradnik koji ga je postavio na članak! Predložak može svatko ukloniti ako 6 sati nije bilo promjena u članku i njegovoj stranici za razgovor. |

Nogometni klub "Grbci 2000" (NK "Grbci 2000"; Grbci 2000 Rijeka; Grbci 2000) je nogometni klub iz Rijeke, Primorsko-goranska županija, Republika Hrvatska. 
 
U sezoni 2024./25. "Grbci 2000" se natječu u "1. ŽNL Primorsko-goranskoj", ligi šestog stupnja hrvatskog nogometnog prvenstva.

## Uspjesi
2. ŽNL Primorsko-goranska
- drugoplasirani: 2010./11. , 2011./12.

## Pregled plasmana po sezonama
| sezona             | rang lige          | liga                      | dio lige           | poz.               | klubova u ligi     | ut                 | pob                | ner                | por                | gol+               | gol-               | bod                | napomene           | izvori             |
| Grbci 2000 / Grbci | Grbci 2000 / Grbci | Grbci 2000 / Grbci        | Grbci 2000 / Grbci | Grbci 2000 / Grbci | Grbci 2000 / Grbci | Grbci 2000 / Grbci | Grbci 2000 / Grbci | Grbci 2000 / Grbci | Grbci 2000 / Grbci | Grbci 2000 / Grbci | Grbci 2000 / Grbci | Grbci 2000 / Grbci | Grbci 2000 / Grbci | Grbci 2000 / Grbci |
| ------------------ | ------------------ | ------------------------- | ------------------ | ------------------ | ------------------ | ------------------ | ------------------ | ------------------ | ------------------ | ------------------ | ------------------ | ------------------ | ------------------ | ------------------ |
| 2010./11.          | VI.                | 2. ŽNL Primorsko-goranska |                    | 2.                 | 11                 | 20                 | 15                 | 1                  | 4                  | 74                 | 29                 | 46                 |                    |                    |
| 2011./12.          | VI.                | 2. ŽNL Primorsko-goranska |                    | 2.                 | 12                 | 22                 | 18                 | 4                  | 4                  | 69                 | 28                 | 46                 |                    |                    |
|                    |                    |                           |                    |                    |                    |                    |                    |                    |                    |                    |                    |                    |                    |                    |
| 2022./23.          | VII.               | 2. ŽNL Primorsko-goranska |                    | 3.                 | 10                 | 18                 | 13                 | 0                  | 5                  | 60                 | 38                 | 39                 |                    |                    |
| 2023./24.          | VI.                | 1. ŽNL Primorsko-goranska |                    | 11.                | 12                 | 22                 | 3                  | 6                  | 13                 | 33                 | 73                 | 15                 |                    |                    |
| 2024./25.          | VI.                | 1. ŽNL Primorsko-goranska |                    |                    | 13                 |                    |                    |                    |                    |                    |                    |                    |                    |                    |
|                    |                    |                           |                    |                    |                    |                    |                    |                    |                    |                    |                    |                    |                    |                    |
|                    |                    |                           |                    |                    |                    |                    |                    |                    |                    |                    |                    |                    |                    |                    |

## Vanjske poveznice
- grbci2000.yolasite.com
- (engl.) sofascore.com, NK Grbci 2000 Rijeka
- sportilus.com, NOGOMETNI KLUB GRBCI 2000
- rss.hr, Nogometni klubovi
- rijekasport.hr, Nogomet